# Open de Suède Vårgårda 2017
10. udgave af holdtidskørslen Open de Suède Vårgårda og 12. udgave af landevejsløbet Open de Suède Vårgårda finder sted den 11. og 13. august 2017. Løbene er femtende og sekstende arrangement på UCI Women's World Tour-kalenderen 2017.

## Linjeløb

### Hold
| UCI Women's Teams (20)- Alé Cipollini Galassia - BePink Cogeas - Boels Dolmans - BTC City Ljubljana - Canyon Sram Racing - Cervélo Bigla - Cylance Pro Cycling - Drops - FDJ-Nouvelle Aquitaine-Futuroscope - Hitec Products - Lares-Waowdeals Women Cycling Team - Lensworld-Kuota - Lotto Soudal - Orica-Scott - Servetto Giusta - Sport Vlaanderen-Etixx - Sunweb - VéloCONCEPT Women - Wiggle High5 - WM3 Pro Cycling Landshold (3)- Australien - Norge - Sverige |
| |

#### Danske ryttere
- Trine Schmidt kørte for Lotto-Soudal Ladies
- Pernille Mathiesen kørte for Team VéloCONCEPT Women
- Christina Siggaard kørte for Team VéloCONCEPT Women
- Cecilie Uttrup Ludwig kørte for Cervélo-Bigla
- Julie Leth kørte for Wiggle High5

### Resultater
| \| Samlede stilling \| Samlede stilling \| Samlede stilling \| Samlede stilling \| Samlede stilling \| \| Rytter \| Rytter \| Hold \| Tid \| \| \| ---------------- \| ------------------------- \| ---------------- \| ---------------- \| ---------------- \| \| 1. \| Lotta Lepistö \| Cervélo Bigla \| 3t 29' 54" \| \| \| 2. \| Marianne Vos \| WM3 \| + 0" \| \| \| 3. \| Leah Kirchmann \| Sunweb \| + 0" \| \| \| 4. \| Christine Majerus \| Boels Dolmans \| + 0" \| \| \| 5. \| Ellen van Dijk \| Sunweb \| + 0" \| \| \| 6. \| Chloe Hosking \| Alé Cipollini \| + 0" \| \| \| 7. \| Marta Bastianelli \| Alé Cipollini \| + 0" \| \| \| 8. \| Emilia Fahlin \| Wiggle High5 \| + 0" \| \| \| 9. \| Maria Giulia Confalonieri \| Lensworld-Kuota \| + 0" \| \| \| 10. \| Kirsten Wild \| Cylance \| + 0" \| \| |                           |                 |            |
| |                           |                 |            |
| Kilde: ProCyclingStats |                           |                 |            |
| Samlede stilling |                           |                 |            |
| Rytter | Rytter                    | Hold            | Tid        |
| 1. | Lotta Lepistö             | Cervélo Bigla   | 3t 29' 54" |
| 2. | Marianne Vos              | WM3             | + 0"       |
| 3. | Leah Kirchmann            | Sunweb          | + 0"       |
| 4. | Christine Majerus         | Boels Dolmans   | + 0"       |
| 5. | Ellen van Dijk            | Sunweb          | + 0"       |
| 6. | Chloe Hosking             | Alé Cipollini   | + 0"       |
| 7. | Marta Bastianelli         | Alé Cipollini   | + 0"       |
| 8. | Emilia Fahlin             | Wiggle High5    | + 0"       |
| 9. | Maria Giulia Confalonieri | Lensworld-Kuota | + 0"       |
| 10. | Kirsten Wild              | Cylance         | + 0"       |

## Holdtidskørsel

### Hold
| UCI Women's Teams (20)- Alé Cipollini Galassia - BePink Cogeas - Boels Dolmans - BTC City Ljubljana - Canyon Sram Racing - Cervélo Bigla - Cylance Pro Cycling - Drops - FDJ-Nouvelle Aquitaine-Futuroscope - Hitec Products - Lares-Waowdeals Women Cycling Team - Lensworld-Kuota - Lotto Soudal - Orica-Scott - Servetto Giusta - Sport Vlaanderen-Etixx - Sunweb - VéloCONCEPT Women - Wiggle High5 - WM3 Pro Cycling Landshold (3)- Australien - Norge - Sverige |
| |

#### Danske ryttere
- Trine Schmidt kørte for Lotto-Soudal Ladies
- Pernille Mathiesen kørte for Team VéloCONCEPT Women
- Louise Norman Hansen kørte for Team VéloCONCEPT Women
- Christina Siggaard kørte for Team VéloCONCEPT Women
- Cecilie Uttrup Ludwig kørte for Cervélo-Bigla
- Julie Leth kørte for Wiggle High5
- Amalie Dideriksen kørte for Boels-Dolmans

### Resultater
| Rang | Hold | Tid      |
| ---- | --- | -------- |
| 1    | Boels-Dolmans Chantal Blaak (NED) Karol-Ann Canuel (CAN) Amalie Dideriksen (Udgik) (DEN) Christine Majerus (Udgik) (LUX) Amy Pieters (NED) Anna van der Breggen (NED) | 52' 39"  |
| 2    | Cervélo-Bigla Nicole Hanselmann (SUI) Lisa Klein (Udgik) (GER) Clara Koppenburg (Udgik) (GER) Lotta Lepistö (FIN) Ashleigh Moolman (RSA) Cecilie Uttrup Ludwig (DEN)  | + 13"    |
| 3    | Canyon-SRAM Racing Hannah Barnes (GBR) Lisa Brennauer (GER) Elena Cecchini (ITA) Mieke Kröger (Udgik) (GER) Alexis Ryan (USA) Trixi Worrack (GER)                     | +51"     |
| 4    | Sunweb | + 1' 23" |
| 5    | Wiggle High5 | + 2' 8"  |
| 6    | Team VéloCONCEPT Women | + 2' 22" |
| 7    | WM3 | + 2' 27" |
| 8    | FDJ-Nouvelle Aquitaine-Futuroscope | + 2' 33" |
| 9    | Team Hitec Products | + 3' 06" |
| 10   | BTC City Ljubljana | + 3' 08" |